# 石固仡佬族侗族乡
石固仡佬族侗族乡是中华人民共和国贵州省铜仁市石阡县下辖的一个民族乡。

## 行政区划
石固仡佬族侗族乡下辖以下村级行政区划单位：
石场村、平坝村、泥塘村、蒲草塘村、欧家湾村、仡比村、王家沟村、桂花村、公坪村、龙塘坳村、公鹅坳村、楠桥村、李屯村和凯峡河村。

## 中国传统村落
2012年，公鹅坳村被评为首批“中国传统村落”。